# Callipyris
Callipyris é um gênero de traça pertencente à família Arctiidae.